# Erich Adler
Erich Adler (Frankenreuth, Baviera, 24 de octubre de 1905 – 26 de diciembre de 1985) fue un químico alemán-sueco.
Adler obtuvo su doctorado en ingeniería en la Universidad Técnica de Múnich en 1931 y se convirtió en asistente y jefe de departamento en el Instituto de Bioquímica y en el Instituto de Investigación Química Orgánica de la Universidad de Estocolmo en 1933. En 1944, se convirtió en laboratorista en el Instituto Sueco de Investigación de la Madera, fue nombrado profesor asociado en química orgánica en el Instituto Real de Tecnología en 1946 y fue profesor de química orgánica en la Universidad Tecnológica de Chalmers de 1952 a 1972.
Adler fue elegido miembro de la Sociedad de Ciencias y Letras de Gotemburgo en 1959 y de la Real Academia Sueca de Ciencias de la Ingeniería en 1966. En 1972, fue nombrado miembro extranjero de la Sociedad de Ciencias de Finlandia. En 1982, recibió el Premio Anselme Payen de la American Chemical Society por sus trabajos sobre la estructura y química de la lignina y por su descubrimiento de la oxidación con periodato de fenoles (reacción de Adler).